# Un bandito in vacanza
Un bandito in vacanza (A Slight Case of Murder) è un film del 1938 diretto da Lloyd Bacon. Nel 1952 Roy Del Ruth ne fece un remake dal titolo Quattro morti irrequieti.

## Trama
Il gangster Remy Marco durante il proibizionismo ha distillato della birra con il risultato che alla fine del periodo, quando vuole ritirarsi ad onesta vita, è sull'orlo del fallimento a causa della sua pessima produzione. Per trovare una soluzione si ritira con la moglie e la figlia nella loro casa estiva di Saratoga e lì trova il bottino di una rapina e quattro cadaveri che una volta erano i componenti della banda che ha effettuato il colpo uccisi dal quinto. Come se non bastasse alla villa arriva il fidanzato della figlia, un agente federale.